# گوایابتال
گوایابتال (انگلیسی: Guayabetal) نام یک منطقه مسکونی در کلمبیا است.